# Андрияшев, Александр Михайлович
Алекса́ндр Миха́йлович Андрия́шев (1863—1933) — русский и советский учёный-архивист, историк.

## Биография
Сын статского советника. В 1886 году окончил историко-филологический факультет Киевского университета; за диссертацию «Очерк истории Волынской земли до конца XIV в.» был награждён золотой медалью и премией Киевского университета имени Николая Пирогова.
С 1887 года — и. о. младшего помощника правителя канцелярии эстляндского губернатора. В 1889 году был перемещён на должность секретаря Лифляндского губернского правления. В 1891 году назначен комиссаром по крестьянским делам Ревельского уезда. В 1892 году назначен постоянным гласным Ревельского уездного по воинской повинности присутствия. В 1894 году избран действительным членом Эстляндского губернского статистического комитета. С 1895 года А. М. Андрияшев — советник Эстляндского губернского правления; с 1896 — директор Эстляндского губернского комитета Общества попечительного о тюрьмах. В 1899 году он исполнял должность эстляндского вице-губернатора.
В 1886—1903 годах работал в архивах городов Ревеля и Риги.
2 декабря 1900 года был назначен цензором Петербургского цензурного комитета; 21 августа 1914 года утверждён военным цензором; 25 декабря 1915 года ему поручено заведование драматической цензурой.
В 1903—1905 годах слушал курс Археологического института в Санкт-Петербурге. Затем работал в Петербургской археологической комиссии, исследовал историю Новгорода Великого. Участник XV (Новгород, 1911) и предварительного собрания к XVI (Москва, 1913) археологическим съездам.
После 1917 года — учёный-архивист Киевского центрального архива древних актов. В 1920-х годах — действительный член Археографической комиссии при АН СССР в Ленинграде (ныне Санкт-Петербург) и Археографической комиссии при ВУАН, сотрудник Историко-географической комиссии при ВУАН, руководитель Комиссии старой истории Украины при ВУАН (1928—1930), редактор Комиссии по составлению биографического словаря деятелей Украины.
Умер 8 февраля 1933 года. Похоронен в Киеве на Лукьяновском кладбище (участок № 10).

## Основные работы
- Очерк истории Волынской земли конца XIV столетия. — Киев: Типография Императорского Университета Св. Владимира, 1887 — 239 с.
- Материалы по исторической географии Новгородской земли. Шелонская пятина по писцовым книгам 1498—1576 гг. Т.1 Списки селений, Т.2 Карты погостов — М.: Издание Императорского общества истории и древностей российских при Московском университете, 1914. — 611 с., 20 с.
- Нарис історії колонізації Київської землі до кінця XV віку (укр.) // Київ та його околиця в історії і пам’ятках  / під ред. М. Грушевського. — Київ: Державне видавництво України, 1926. — С. 33—79. Архивировано 17 апреля 2023 года.
- Нарис історії колонізації Сіверської землі до початку XVI віку (укр.) // Записки історично-філологічного відділу. — Київ: ВУАН, 1928. — Т. XX. — С. 95—128. Архивировано 21 апреля 2023 года.
- Літописне Болохово і Болоховські князі (укр.) // Науковий збірник за рік 1929  / під ред. М. Грушевського. — Харків: Державне видавництво України, 1929. — С. 20—31. Архивировано 21 декабря 2018 года.
- Нарис історії колонізації Переяславської землі до початку XVI в. (укр.) // Записки історично-філологічного відділу. — Київ: ВУАН, 1931. — Т. XXVI. — С. 1—29.